# Nordlandsbanen
Nordlandsbanen – linia kolejowa łącząca Bodø i Trondheim. Jest to najdalej na północ położona linia kolejowa przebiegająca wyłącznie po terytorium Norwegii.

## Historia
Linię oddawano do użytku w kilku etapach. Pierwszy odcinek Trondheim – Hell otwarto w 1882 roku, a ostatni odcinek do Bodø uroczyście otwarto 7 czerwca 1962. Do 1940 roku linia kończyła się w Mosjøen. Podczas II wojny światowej okupujący kraj Niemcy kontynuowali budowę oraz planowali przedłużenie linii aż do Kirkenes.

## Przebieg
Linia nie jest zelektryfikowana. Trasa przebiega przez 361 mostów i pokonuje 156 tuneli. Na linii znajduje się 45 stacji pasażerskich. Czas przejazdu linii pociągiem osobowym wynosi 9 godzin i 15 minut.
Początek linii aż do stacji Hell formalnie należy do linii Meråkerbanen.
Na odcinku Trondheim – Steinkjer linia jest używana do potrzeb kolei aglomeracyjnej.
| - Trondheim S - Værnes lotnisko - Stjørdal - Levanger - Verdal - Steinkjer - Jørstad - Snåsa - Grong | - Harran - Lassemoen - Namsskogan - Majavatn - Svenningdal - Trofors - Mosjøen - Drevvatn - Bjerka | - Mo i Rana - Skonseng - Dunderland - Lønsdal - Røkland - Rognan - Fauske - Valnesfjord - Mørkved - Bodø |